# 하구담
하구담은 대한민국의 텔레비전 드라마 작가이다. 

## 주요 작품

### 영화
- 2017년 영화 《침묵》... 공동각색

### 드라마
- 2022년 tvN 수목 미니시리즈 《월수금화목토》 ... 집필